# Theodor Gebre Selassie
Theodor Gebre Selassie (Třebíč, 1986. december 24. –) etióp származású cseh válogatott labdarúgó, a Slovan Liberec játékosa.

## Pályafutása

### Klubcsapatban
A Jihlava U19-es csapatánál kezdte pályafutását. 2005-ben az FC Vysocina csapatához igazolt. 2006 januárjában fél évre kölcsönadták a Meziricinek. 2007-ben 200 ezer €-ért leigazolta az SK Slavia Praha. Egy évvel később fél millió €-ért a Slovan Liberec csapatának tagja lett. 4 évet játszott Liberecben, majd a 2012-es labdarúgó-Európa-bajnokság után a Werder Bremen játékosa lett. A Werder Bremen csapata 1,8 millió €-t fizetett a játékjogáért a Slovan Liberec-nek.

### A válogatottban
31 alkalommal lépett pályára a Cseh labdarúgó-válogatottban, a 2012-es labdarúgó-Európa-bajnokságon 4 meccset játszott, a válogatottban első gólját 2012. október 19-én lőtte Máltának.

### Sikerei, díjai
3x Cseh bajnok: 2008, 2009, 2012